# Parafia Najświętszego Serca Pana Jezusa w Pogorzeli
Parafia Najświętszego Serca Pana Jezusa w Pogorzeli - znajduje się w dekanacie Brzeg południe w archidiecezji wrocławskiej.  

## Historia parafii
Parafia została erygowana w 1957 roku. Jest obsługiwana przez księży archidiecezjalnych. Proboszczem jest ks. Aleksander Drożdż. 

## Liczba mieszkańców i zasięg parafii
Parafia liczy 1571 mieszkańców, zasięgiem duszpasterskim obejmuje miejscowości:
- Krzyżowice,
- Olszanka.

### Szkoły i przedszkola
- Publiczne Przedszkole w Krzyżowicach,
- Publiczne Przedszkole w Olszance,
- Gminny Zespół Szkół i Przedszkoli w Olszance.

### Cmentarze
- Cmentarz parafialny w Pogorzeli,
- Cmentarz parafialny w Krzyżowicach.

## Wspólnoty parafialne
- Żywy Różaniec,
- Rada Duszpasterska,
- Schola,
- Lektorzy,
- Ministranci,
- Apostolstwo Dobrej Śmierci,
- Eucharystyczny Ruch Młodych.[2]

## Parafialne księgi metrykalne
| Księgi metrykalne | Okres ewidencji |
| ----------------- | --------------- |
| chrztów           | 1957 -          |
| ślubów            | 1957 -          |
| zgonów            | 1957 -          |